# Ladislav Kuna
Ladislav Kuna (* 3. April 1947 in Hlohovec; † 1. Februar 2012 in Bratislava) war ein tschechoslowakischer Fußballspieler und slowakischer Fußballtrainer. Von 2006 bis zu seinem Tod war Kuna Präsident von Spartak Trnava, bei dem er nahezu seine gesamte Spielerkarriere verbrachte.

## Vereinskarriere
Ladislav Kuna spielte in seiner Jugend für den Verein Slovan seiner Geburtsstadt Hlohovec. Als 16-Jähriger wurde er vom damaligen Trainer von Spartak Trnava, Anton Malatinský, entdeckt. 1964 debütierte Kuna in der 1. Tschechoslowakischen Liga und machte bis 1980 424 Erstligaspiele für Trnava, in denen er 86 Tore schoss. Mit seiner Mannschaft gewann der Mittelfeldspieler 1968, 1969, 1971, 1972 und 1973 die Tschechoslowakische Meisterschaft, 1967, 1971 und 1975 den Tschechoslowakischen Pokal.
Kuna galt als technisch herausragender Spielmacher und als „Gehirn der Mannschaft“, die Ende der 1960er- und Anfang der 1970er-Jahre den tschechoslowakischen Fußball dominierte. 1969 wurde er zum Tschechoslowakischen Fußballer des Jahres gewählt. Gefürchtet waren auch die Weitschüsse des Slowaken, die so manches Spiel entschieden.
Von 1980 bis 1983 spielte er für den FC Admira/Wacker in der österreichischen 1. Division, anschließend ein Jahr beim SV Eichgraben, wo er Meister der niederösterreichischen Landesliga wurde (Spielgemeinschaft SV Eichgraben/SV Gablitz) und danach noch ein Jahr bei VSE St. Pölten.

## Nationalmannschaft
In der tschechoslowakischen Nationalmannschaft debütierte Kuna mit nur 19 Jahren am 18. Mai 1966. Die ČSSR unterlag dabei in Prag der UdSSR mit 1:2. Er nahm an der Weltmeisterschaft 1970 teil, sein letztes Spiel war die 0:3-Niederlage der Tschechoslowakei gegen England am 30. Oktober 1974 im Wembley-Stadion.

## Trainer
In der Saison 1984/85 war Kuna noch als Spieler Co-Trainer von Anton Malatinský bei VSE St. Pölten. Nach seiner Rückkehr in die Tschechoslowakei 1985 arbeitete er ebenfalls als Co-Trainer bei Spartak Trnava, von 1988 bis 1990 war er dort Cheftrainer. Anfang der 1990er-Jahre ging Kuna erneut nach Österreich und trainierte 1991/92 den VfB Mödling und in der Folgesaison 1992/93 den 1. Wiener Neustädter SC. Ende der 1990er-Jahre war der ehemalige Mittelfeldspieler Trainer beim damaligen slowakischen Zweitligisten PFK Piešťany, ehe er von 1999 bis 2001 den DAC Dunajská Streda coachte. Im Sommer 2001 ging er zu ŽP Podbrezová, sein letzter Klub als Trainer war der MŠK Fomat Martin.